# Лев V (карликовая галактика)
Лев V (Leo V) — карликовая сфероидальная галактика, расположенная в созвездии Лев. Обнаружена в 2007 году при обработке данных Слоановского цифрового обзора неба. Галактика находится на расстоянии около 180 кпк от Солнца и удаляется от Солнца со скоростью около 173 км/с. Она имеет приблизительно сферическую форму с радиусом около 130 пк и классифицируется как карликовая сфероидальная галактика (dSph).
Лев V является одним из самых маленьких и тусклых спутников Млечного Пути — его интегральная светимость всего в 10 000 раз больше, чем Солнца (абсолютная звёздная величина около −5,2 ± 0,4), что намного ниже, чем светимость типичного шарового скопления. Однако его масса составляет около 330 тысяч масс Солнца, откуда вытекает, что отношение массы Льва V к светимости составляет около 75 M⊙/L⊙. Относительно высокое соотношение массы к светимости означает, что в Льве V доминирует тёмная материя. Звёздное население Льва V состоит в основном из старых звёзд, возникших более 12 миллиардов лет назад. В связи с большим возрастом металличность этих звёзд очень низка: [Fe/H] ≈ −2,0 ± 0,2, то есть они содержат в 100 раз меньше тяжёлых элементов, чем Солнце.

## Группа Чаша-Лев
Галактика Лев V находится всего в 3 градусах от другого спутника Млечного Пути, Льва IV. Последний ближе к Солнцу на 20 кпк. Эти две галактики могут быть физически связаны друг с другом. Показано, что они соединены звёздным мостом, образованным приливными взаимодействиями. Позже было обнаружено, что Лев V лежит на одном большом круге с четырьмя другими спутниками Млечного Пути: двумя галактиками Чаша 2 и Лев IV, относящимися к тому же классу ультра-тусклых карликов; классической карликовой галактикой Лев II и пекулярным шаровым скоплением Чаша (Laevens 1). Полюс этого большого круга (α; δ) = (83,2°; −11,8°) близок к полюсу большого круга, по которому направлен Магелланов Поток. Зависимость гелиоцентрических расстояний и радиальных скоростей от склонения также поддерживает гипотезу, что эти пять объектов (группа Чаша-Лев) находятся на одной орбите и связаны общим происхождением.